# Astronia ferruginea
Astronia ferruginea là một loài thực vật có hoa trong họ Mua. Loài này được Elmer mô tả khoa học đầu tiên năm 1911.